# Châtrices
Châtrices är en kommun i departementet Marne i regionen Grand Est (tidigare regionen Champagne-Ardenne) i nordöstra Frankrike. Kommunen ligger i kantonen Sainte-Menehould som tillhör arrondissementet Sainte-Menehould. År 2022 hade Châtrices 36 invånare.

## Befolkningsutveckling
Antalet invånare i kommunen Châtrices
| Referens: INSEE |